# 共振峰

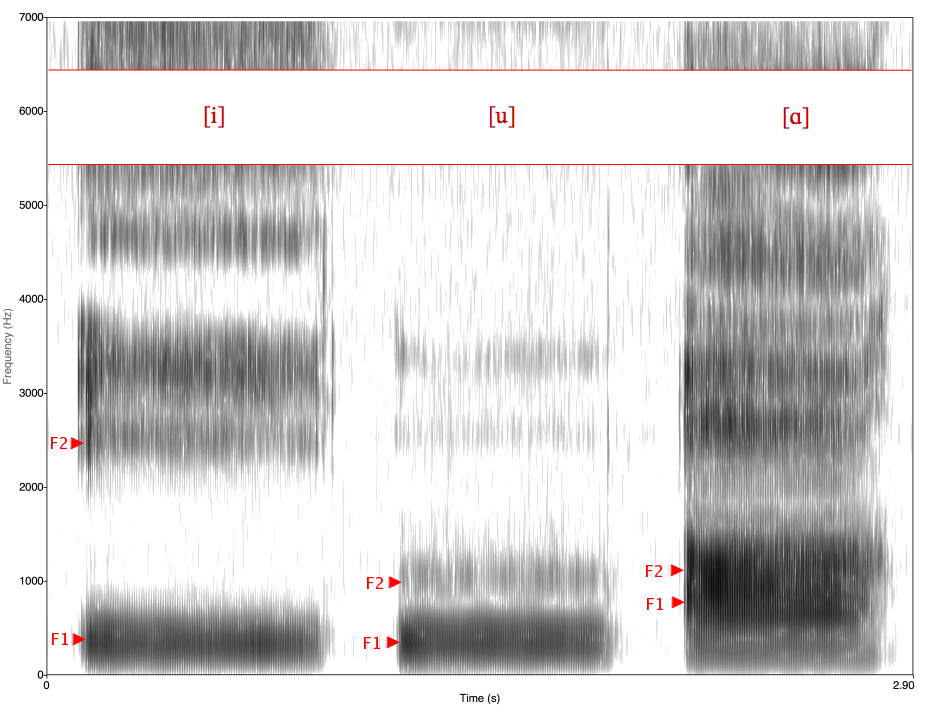
美式英語元音/[i, u, ɑ]/的聲譜圖，圖中顯示了共振峰f_{1} 和 f_{2}

共振峰是用來描述聲學共振現象的一種概念，在語音科學及語音學中，描述的是人類聲道中的共振情形。常用的量測方法是由頻譜分析或聲譜圖（spectrogram，見圖）中，尋找頻譜中的峰值。但假如說話者，用比較高的基頻發出元音，例如小孩或女性的聲音，則頻譜上看起來比較像是寬帶狀，比較無法看出明顯的峰值。在聲學中，共振峰是用來描述聲源內部的共振，特別是對樂器而言，指的是共鳴箱內的共振。我們也可以討論室內空氣的共振峰頻率，例如 Alvin Lucier 就在他的作品 I Am Sitting in a Room 中使用了這個概念。

## 共振峰及語音學
人類說話或唱歌產生的聲音包含許多不同的頻率，共振峰是這些頻率中較有意義的部分。定義上，人類若想分辨幾個不同的元音，我們所需要的資訊是完全可以被量化的。共振峰是使聽者能夠區分元音的關鍵泛音。大部份的這些共振峰是由管內或腔體的共振產生，但是有些哨音是由文丘里效应中的低压區域週期性回縮產生。頻率最低的共振峰頻率稱為 f1，第二低的是 f2，而第三低的是 f3（基频一般以 f0 标示）。绝大多部分的情形是，前兩個共振峰，f1 和 f2 就足以劃分不同元音。這兩個共振峰可以描述元音的開/閉、前/後兩個維度（過去傳統上把這和舌頭的位置聯結在一起，不過這并不完全精確）。因此開元音如 [a] 有比較高的第一共振峰頻率f1，而閉元音如 [i u] 的則比較低；前元音如 [i] 的第二共振峰頻率 f2 較高，後元音如 [u] 的則比較低。元音幾乎都有四個以上的共振峰，有時還會超過六個。然而，前兩個共振峰還是最關鍵的。通常我們會用第一共振峰對第二共振峰的 關係圖描述不同元音的性質。 但這不足以描述某些元音的性質，例如圓唇與否。圆唇会降低 f3，该效果对高前元音最明显。
鼻音通常在 2500 Hz 附近會有額外的共振峰，第二共振峰较弱甚至消失。流音[l] 則通常在 1500 Hz 附近有額外的共振峰，其第二共振峰以上的共振峰都比较弱。而英語的"r"音（[ɹ]）則是用非常低的第三共振峰分辨（低於 2000 Hz）。
塞音（在某種程度上，其他辅音如擦音也是）會对相邻元音与之相连部分的的共振峰产生影响，元音受影响的部分称为音征。塞音一发即逝，所以音征对于识别塞音来说十分关键。雙唇音例如 [b p] 使这部分共振峰向 700Hz 靠近，主要体现为降低共振峰；軟齶音如 [g k] 使共振峰向 3000Hz 靠近，主要体现为提高共振峰（發音之前f2 和 f3 幾乎都會互相接近，在軟齶音結束後才再分開，这种现象也被称为“软腭夹”）；齒齦音如 [d t] 使共振峰向 1800 Hz 靠近，因此所造成的共振峰變化部份視元音種類而定。各共振峰所指向的共同轨迹，比如上述的 700 Hz、1800 Hz、3000 Hz，称为「音轨」。需要注意的是，辅音反过来很大程度上也受临近元音影响，元音造成的辅音圆唇以及发音部位的前移，会改变辅音的形态进而改变其音轨，如 [tʷ kʲ] 的音轨就不同于 [t k]。上述元音共振峰頻率的變化稱為「共振峰轉變」（formant transition）。
假如聲波的基頻比系統的共振波基頻還高，則共振峰頻率所展現出的大部分特質會流失。最明顯的例子是歌劇中的女高音，她們的音高到很高，以至于元音很難分辨。
控制共振峰是泛音唱法這種歌唱技巧的重要環節，歌手必須唱出一個基頻很低的音，然後產生尖銳的共振並選擇泛音，讓人感覺同時有兩種不同的音調。
聲譜圖可以用來觀察共振峰。
| 元音 (IPA) | 共振峰 f1 | 共振峰 f2 |
| ---------- | --------- | --------- |
| i          | 240 Hz    | 2400 Hz   |
| y          | 235 Hz    | 2100 Hz   |
| e          | 390 Hz    | 2300 Hz   |
| ø          | 370 Hz    | 1900 Hz   |
| ɛ          | 610 Hz    | 1900 Hz   |
| œ          | 585 Hz    | 1710 Hz   |
| a          | 850 Hz    | 1610 Hz   |
| æ          | 820 Hz    | 1530 Hz   |
| ɑ          | 750 Hz    | 940 Hz    |
| ɒ          | 700 Hz    | 760 Hz    |
| ʌ          | 600 Hz    | 1170 Hz   |
| ɔ          | 500 Hz    | 700 Hz    |
| ɤ          | 460 Hz    | 1310 Hz   |
| o          | 360 Hz    | 640 Hz    |
| ɯ          | 300 Hz    | 1390 Hz   |
| u          | 250 Hz    | 595 Hz    |

## 歌手的共振峰
研究歌手的頻譜時，特別是男歌手的，發現在 3000 Hz 附近有清楚的共振峰（在 2800 到 3400 Hz 之間），而在平常說話或是沒受過訓練的歌手的頻譜中則沒有。這個現象就是使歌手從交響樂團中能突顯出來的原因。因為交響樂團的共振峰大約在500Hz附近，比 3000 Hz 要低得多。歌唱訓練會特別發展這個共振峰，例如透過「voce di strega」（女巫的聲音）這個練習，使聲道的一部份成為共振器（resonator）。